# Joby Wright
Joseph Joby Wright (Savannah, 5 september 1950) is een Amerikaans voormalig basketballer en basketbalcoach.

## Carrière
Wright speelde collegebasketbal voor de Indiana Hoosiers van 1969 tot 1972. Hij werd als 18e gekozen in de NBA draft van 1972 door de Seattle SuperSonics. Hij tekende zijn contract bij hen midden juni 1972. Hij speelde een seizoen bij de SuperSonics maar zijn contract werd voor de start van zijn tweede seizoen ontbonden in september 1973 samen met dat van Charles Dudley en Harold Fox. Hierna tekende hij bij de Memphis Tams uit de American Basketball Association waar hij na drie wedstrijden moest vertrekken samen met Ervin Mueller eind oktober 1973. In het seizoen 1974/75 speelde hij in de Franse competitie bij AS Berck en daarna bij een club in Israël. Hij keerde in 1975 terug naar Amerika en tekende bij de San Diego Sails maar de club stopte in november 1975 al met bestaan. In december 1975 ging hij spelen voor de Virginia Squires. Hij eindigde zijn carrière bij het Finse Turun NMKY waar hij twee seizoenen speelde.
Hij keerde terug naar zijn collegebasketbalploeg en was van 1981 tot 1990 assistent-coach daar. Van 1990 tot 1993 was hij hoofdcoach van de Miami RedHawks en daarna van 1993 tot 1997 voor de Wyoming Cowboys. In 1999 ging hij aan de slag bij Cincinnati Stuff waar hij een seizoen coach was.

## Statistieken

### Regulier seizoen
| Seizoen  | Team                | WG  | WS | MPW  | 2P%  | 3P% | FW%   | RPW | APW | SPW | BPW | PPW |
| -------- | ------------------- | --- | -- | ---- | ---- | --- | ----- | --- | --- | --- | --- | --- |
| 1972/73  | Seattle SuperSonics | 77  | -  | 12,1 | 47,8 | -   | 41,6  | 2,8 | 0,5 | -   | -   | 3,9 |
| 1973/74  | Memphis Tams        | 3   | -  | 10,3 | 31,3 | -   | 100,0 | 4,7 | 0,0 | 0,0 | 0,3 | 4,0 |
| 1975/76  | San Diego Sails     | 10  | -  | 10,5 | 59,3 | -   | 40,0  | 2,2 | 0,0 | 0,4 | 0,2 | 3,6 |
| 1975/76  | Virginia Squires    | 13  | -  | 15,4 | 41,5 | -   | 60,7  | 2,8 | 0,2 | 0,1 | 0,2 | 6,5 |
| Carrière | Carrière            | 103 | -  | 12,3 | 46,7 | -   | 46,5  | 2,8 | 0,4 | 0,2 | 0,2 | 4,2 |